# Sweeney Todd (musical)
Sweeney Todd, the Demon Barber of Fleet Street is een musical uit 1979 met muziek en liedteksten van Stephen Sondheim en een script van Hugh Wheeler. De musical is gebaseerd op een toneelstuk uit 1973 door Christopher Bond over de legendarische Sweeney Todd, een bloeddorstig personage dat al sinds de 19e eeuw opduikt in Britse verhalen. De voorstelling heeft kenmerken die doen denken aan het Grand Guignol-genre. Dit genre uit de 20e eeuw combineert horrorelementen met melodrama en thema's als hartstocht en moraal.

## Originele uitvoering
Sweeney Todd ging op 1 maart 1979 op Broadway in première en speelde 557 voorstellingen. De musical, met in de hoofdrollen Len Cariou als Sweeney Todd en Angela Lansbury als Mrs. Lovett, werd geregisseerd door Harold Prince. Voor zijn regie ontving hij een Tony Award. Andere Tony awards werden toegekend aan de twee hoofdrolspelers en aan Sondheim. In totaal won Sweeney Todd in 1979 acht Tony awards en negen Drama Desk Awards. Sindsdien is de musical veelvuldig en wereldwijd uitgevoerd door musical- en operagezelschappen. Het wordt tot de beste musicals van Sondheim gerekend, en verschillende (concertante) uitvoeringen werden op cd en film vastgelegd. Beroemde artiesten als Patti LuPone en Bryn Terfel speelden de hoofdrollen. In 2007 werd de musical verfilmd door Tim Burton met in de hoofdrollen Johnny Depp en Helena Bonham Carter.

## Korte inhoud
In het kort verhaalt Sweeney Todd over de barbier Benjamin Barker die onder de schuilnaam Sweeney Todd terugkeert naar Londen, na een onterechte gevangenschap in Australië van 15 jaar. Van zijn voormalige huurbazin Mrs. Lovett verneemt hij dat zijn echtgenote, die hij 15 jaar heeft moeten missen, zichzelf heeft vergiftigd na verkracht te zijn door rechter Turpin. Het was dezelfde Turpin die Todd valselijk veroordeeld had tot gevangenschap teneinde diens vrouw te kunnen inpalmen. Ontroostbaar door dit nieuws zweert hij wraak, niet alleen op de rechter, maar op alle inwoners van Londen. Zijn vroegere professie als barbier en de taartwinkel van Mrs. Lovett spelen hierin een belangrijke rol.

## Thematiek
Stephen Sondheim heeft in interviews aangegeven dat Sweeney Todd volgens hem over wraak gaat, en hoe wraaklust een mens kan beheersen: "de show draait uiteindelijk om obsessies."
Regisseur van de oerversie uit 1979 stelde dat het verhaal een allegorie is van het kapitalisme en de zelfzuchtige aspecten daarvan. Over de thematiek zei hij: "Pas toen ik me realiseerde dat de voorstelling over wraak ging ... toen kwam de fabriek en de klassenstrijd - de vreselijke strijd om je op te werken uit de klasse waarin je geboren bent..."

## Uitvoeringen in Nederland
Sweeney Todd werd op 13 oktober 1993 voor het eerst in Nederland uitgevoerd door Joop van den Ende theaterproducties. De vertaling voor deze Nederlandse versie werd al in 1987 gemaakt door Koen van Dijk toen hij maandenlang uitgeschakeld was vanwege een gebroken been. De voorstelling, met in de hoofdrollen Ernst Daniël Smid en Simone Kleinsma als Todd en Lovett, werd geregisseerd door Ken Caswell. De vertaling van Van Dijk werd in recensies aangeduid als zijnde 'intelligent' en 'lekker in het gehoor liggend' (Algemeen Dagblad), en 'voortreffelijk' (Trouw). Ook voor Ernst Daniël Smid en Simone Kleinsma was er veel waardering. In Het Parool gebruikte recensent Hans Vogel de woorden 'weergaloos', 'sensationeel', 'hoogstaand' en 'superieur' om het spel van Kleinsma aan te duiden. Patrick van den Hanenberg noemde de beide hoofdrolspelers in de Volkskrant een 'koningskoppel': 'Het is een harmonieuze combinatie van de diepe stem van de wanhopige wraakzucht en de ontnuchterende humor.' De voorstelling werd 225 maal opgevoerd in de Nederlandse theaters. In 2023 werd de musical opnieuw opgevoerd, dit keer onder regie van Frank Van Laecke. Simone Kleinsma speelde wederom de rol van Nellie Lovett en de rol van Sweeney Todd kwam voor rekening van Hans Peter Janssens.

## Nederlandse cast
| Rol                | 1993-1994 (Joop van den Ende Theaterproducties)                                        | 2014 (Nederlandse Reisopera) | 2016-2017 (OpusOne)                  | 2023 (MediaLane Theater i.s.m. DeLaMar)        |
| ------------------ | -------------------------------------------------------------------------------------- | ---------------------------- | ------------------------------------ | ---------------------------------------------- |
| Sweeney Todd       | Ernst Daniël Smid                                                                      | Dale Duesing                 | René van Kooten                      | Hans Peter Janssens                            |
| Nellie Lovett      | Simone Kleinsma                                                                        | Sanne Wallis de Vries        | Vera Mann                            | Simone Kleinsma                                |
| Johanna Barker     | Petra Berger                                                                           | Nina Lejderman               | Michelle van de Ven                  | Valerie Curlingford                            |
| Anthony Hope       | Bas Groenenberg                                                                        | Tyler Clarke                 | Luc Steegers, Jeroen Molenaar        | Jonathan Demoor                                |
| Tobias Ragg        | Rolf Koster                                                                            | Gable Roelofsen              | Mitch Wolterink                      | Samir Hassan                                   |
| Bedelares          | Doris Baaten                                                                           | Doris Baaten                 | Marjolein Teepen                     | Lone van Roosendaal                            |
| Rechter Turpin     | Jimmy Hutchinson                                                                       | Richard Suart                | Henk Poort, Roberto de Groot         | Milan van Weelden                              |
| Bode Bamford       | Wil van der Meer                                                                       | Robert Burt                  | Wil van der Meer                     | Roben Mitchell                                 |
| Adolfo Pirelli     | Hans Musman                                                                            | Harry Nicoll                 | Martijn van Baardewijk               | Frank van Hengel                               |
| Lucy's herinnering |                                                                                        |                              | Willemien Dijkstra, Anouk Snel       |                                                |
| Jonas              |                                                                                        |                              | Thomas Kuipers, Jessin Oulad-el-Hadj |                                                |
| Dochter            |                                                                                        |                              | April van Amelsfoort                 |                                                |
| Ensemble           | Ineke van Klinken, Betty Vermeulen, Leon van Leeuwenberg, Marc Drost, Mario van Dulmen | Milan van Weelden            |                                      | Joris Braster, Iris Verhoek, Brit van der Lans |